# Cirratulus glandularis
Cirratulus glandularis är en ringmaskart som först beskrevs av Langerhans 1884.  Cirratulus glandularis ingår i släktet Cirratulus och familjen Cirratulidae. Inga underarter finns listade i Catalogue of Life.